# SIG MPX
SIG MPX — пистолет-пулемёт, разработанный и изготовленный SIG Sauer, в основном под патрон 9 × 19 мм Parabellum. Это оружие использует принцип работы отвода пороховых газов с поворотным затвором. Эти конструктивные особенности, редкие для пистолетов-пулемётов, были выбраны для повышения безопасности пользователя и надёжности оружия. Был разработан в 2013 году и выпущен для широкой публики в 2015 году. Оснащён газовой системой SIG Sauer с коротким ходом поршня, для уменьшения отдачи и повышения надёжности оружия.
MPX второго поколения оснащён системой, которая позволяет конвертировать оружие в калибры .357 SIG или .40 S&W. Однако с момента его создания комплекты для переоборудования первой партии не выпускались ни для одного из двух серийных поколений пистолета.
SIG Sauer также использовала эту же систему для разработки карабина SIG MCX.

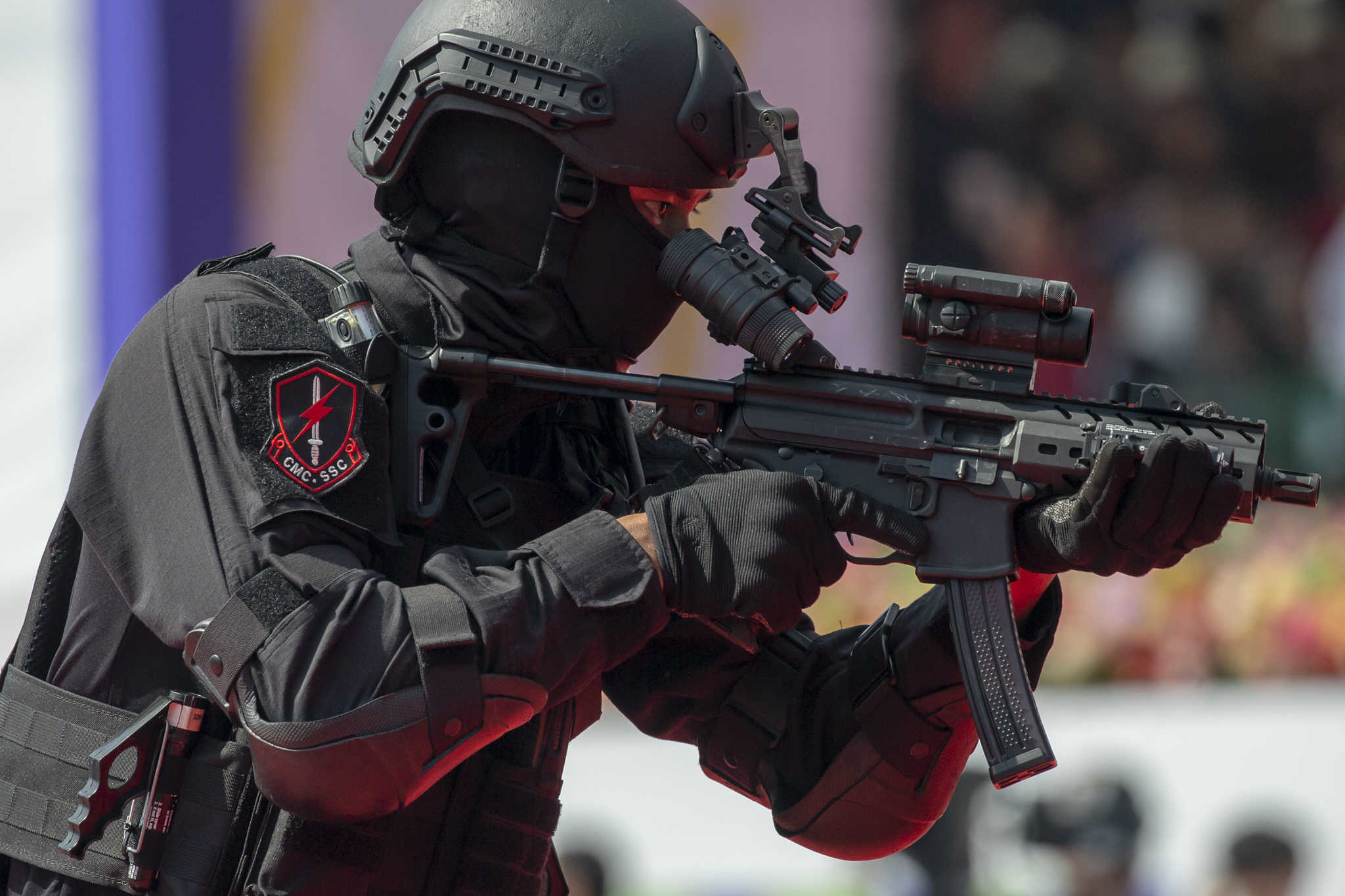
SIG MPX в руках оперативника роты специальной службы морской пехоты Китайской Республики

Стандартный вариант MPX поставляется с 20,3 см стволом под патрон 9×19 мм Парабеллум. Он поставляется со складным прикладом и планкой Пикатинни. Имеет скорострельность в 850 выстрелов в минуту.
MPX также доступен с разной длиной ствола: от 114 до 406 мм. Пистолет-пулемёт доступен только для использования военными и правоохранительными органами, а полуавтоматическая версия доступна для гражданского рынка.
Полуавтоматическая версия оружия может быть зарегистрирована как короткоствольная винтовка в большинстве штатов США.

### Особенности
Стандартный пистолет-пулемёт MPX поставляется без прицела и имеет полноразмерную планку Пикатинни в верхней части оружия. Gen 2 MPX поставляется со спусковым крючком Timney с плоским торцом и планкой M-LOK.
MPX имеет систему отвода пороховых газов для повышения точности оружия, работающего с закрытым затвором. Он разработан таким образом, чтобы предотвратить попадание воды или грязи в камеру и вызвать неисправности, а также облегчить использование глушителя. Он оснащён двусторонним переводчиком режимов огня для полностью автоматического (для правоохранительных органов / военных моделей) и полуавтоматического режима. Он также имеет двустороннюю защёлку затвора, а внешний вид оружия напоминает нечто среднее между AR-15 и Heckler & Koch MP5A3. Ствол является вывешенным и окружён полимерно-стальными планками Пикатинни (позже M-LOK).
Рукоятка заряжания оружия находится в задней части оружия и разработана на основе конструкции AR-15. Это сделано для того, чтобы взведение оружия не мешало оптике, установленной на планку Пикатинни. Направляющие для оружия изготовлены из литой стали, а стандартный общий вес оружия составляет 2.1 кг

## Варианты

#### MPX (стандартный вариант)
Пистолетный вариант с трёхпозиционным складным упором со внешностью приклада, трёхпозиционным селектором огня, (если он поддерживает полностью автоматический режим), и 14-дюймовым глушителем. Доступен в вариантах с 16-дюймовым, 8-дюймовым, 6-дюймовым и 4.5-дюймовым стволами.

#### MPX-K (Компактный вариант)
Компактный вариант со 114 мм стволом.

#### MPX-SD (вариант со встроенным глушителем)
Вариант со встроенным глушителем, подобный MP5SD, удлинённым цевьём и 203 мм стволом.

### Только полуавтоматические конфигурации

#### MPX Pistol (пистолет)
Полуавтоматический вариант пистолета без приклада и 203 мм стволом.

#### MPX PSB (пистолетный вариант)
Только полуавтоматический вариант пистолета со стабилизирующем упором и 203 мм стволом.

#### MPX-K (пистолетный вариант)
Полуавтоматический вариант пистолета с длинной ствола в 114 мм..

## Пользователи
- Тайвань
- Индия
- США
- Молдова